# Microlloc
Un microlloc, també conegut com a minisite o weblet, és un terme de disseny web que es refereix a una pàgina web individual o a un grup de pàgines que estenen o amplien la funcionalitat de llocs web primaris. La pàgina d'inici d'un microsite gairebé sempre té la seva pròpia adreça web la qual, a vegades aquesta en un domini diferent al del seu lloc web primari.

## Generalitats
Típicament són utilitzats per afegir un conjunt d'informació tant comercial com a editorial. Aquests llocs poden estar o no vinculats al lloc web principal i es poden retirar del servidor del lloc quan siguin utilitzats per a un objectiu temporal. La major distinció entre un microsite amb el seu lloc web pare és la seva funció especifica comparat amb el sentit més general del lloc web pare.
Microsites utilitzats per a funcions editorials poden ser tant una pàgina o grup de pàgines que, per exemple, puguin contenir informació sobre una festa, un esdeveniment o ítem similar, proporcionant informació més detallada de la que pugui donar el contingut més general del lloc web pare. Una comunitat o organització pot tenir un lloc web principal amb tota la informació bàsica de l'organització, però crear un microsite separat, temporal per informar sobre una activitat o esdeveniment en particular.
Sovint, els microsites són utilitzats per raons editorials per un negoci comercial per afegir valor editorial al seu web. Per exemple, un detallista pot crear un microsite amb contingut editorial sobre la història de Halloween o algun altre esdeveniment o festa típica. L'objectiu comercial d'aquests microsites comercials, més enllà de la venda de productes, pot incloure el valor afegit a les visites dels usuaris per raons de marca com per proporcionar contingut editorial i paraules clau que permetin augmentar les possibilitats d'inclusió en motors de cerca.
Els microsites poden ser utilitzats purament per motius comercials per proporcionar informació detallada sobre un producte o servei en particular o com a ajuda escrita sobre un producte en concret, com ara descrivint una tecnologia nova. Una empresa automobilística, per exemple, pot presentar un nou vehicle híbrid i donar un suport a la presentació comercial amb un microsite específic que expliqui la tecnologia híbrida en concret.